# Coletinia redetecta
Coletinia redetecta es una especie de insecto zigentomo cavernícola de la familia Nicoletiidae. Es endémica de la provincia de Castellón, este de la península ibérica (España).